# Château de Madaillan
Le château de Madaillan est situé sur la commune de Madaillan, dans le département de Lot-et-Garonne. 

## Localisation
Le château de Madaillan est situé à Madaillan, dans le Lot-et-Garonne. Le nom de Madaillan dérive du latin Mediolanum qui signifie terre du milieu. Le château domine les petites vallées des ruisseaux de Bourbon et de Saysset. Il est séparé du plateau, à l'est, par un large fossé.

## Historique
Le château de Madaillan a été construit par la famille du Fossat, une famille noble de l'Agenais, seigneur d'une partie d'Aiguillon. Le nom du Fossat n'apparaît pas avant le XIIe siècle ; Les Madaillan de Lesparre sont une autre famille, issue d'un autre Madaillan sis à Roumagne. 

### La famille du Fossat
Cette famille avait donné, :
- Raymond-Bernard du Fossat, évêque d'Agen, entre 1128 et 1149. Il a soutenu la fondation du prieuré du Paravis, entre 1125-1130, sur un terrain placé entre la Garonne et l'Auvignon, qui avait été donné vers 1100, à Dieu et la Vierge Marie, entre les mains de l'évêque d'Agen, par GautierIer du Fossat, ses frères Arnaud et Giraud, leur mère Giraude[3] ;
- Le premier connu est Gautier Ier du Fossat qui est cité comme seigneur de la cour de Guillaume IX, duc d'Aquitaine, entre 1120 et 1125. 
  - Il est probablement le père de Gautier II qui a eu un fils, 
    - Guillaume du Fossat, cité en 1162, qui a eu deux fils :
      - Gautier III, cité en 1224 ;
      - Arnaud-Garcie Ier du Fossat, mentionné dans des actes entre 1242 et 1253, qui a eu quatre enfants : 
        - Amanieu Ier du Fossat, mort en 1298, qui a eu deux fils et une fille :
          - Gautier IV du Fossat, mort en 1298, comme son père, qui a eu :
            - une fille, Indie du Fossat,
            - un fils, Amanieu II du Fossat, seigneur de Madaillan, marié à Marthe de Lagraulet, qui usurpe au roi la justice haute et basse à Madaillan et s'est emparé des paroisses  de Fraysses, Cardounet, Saint-Denis et Doulougnac en 1301. Il est mort en 1307 ;

          - Amanieu III du Fossat, né vers 1270, et qui hérita de son cousin et de son neveu, et hérite du Fossat d'Aiguillon, de Madaillon, et d'autres lieux, maire de Bordeaux en 1311, sénéchal d'Agenais en 1313, sénéchal de Guyenne en 1319 ;
            - Amaury du Fossat ;
              - Amanieu IV du Fossat qui a deux fils :
                - Bertrand du Fossat ;
                - Jacques du Fossat qui a une fille :
                  - Jeanne du Fossat, mariée à Simon de Béarn ;
                    - Jeanne de Béarn, mariée à Amanieu II de Montpezat vers 1399 ;

          - Marthe du Fossat, mariée à Raymond-Bernard de Montpezat, petit-fils de Rainfroid Ier de Montpezat

        - Gautier V du Fossat, qui eut :
          - Arnaud-Garcie II du Fossat, cité dans une sentence arbitrale de 1287 et 1289. En 1316, le roi d'Angleterre demande au sénéchal de Gascogne d'évaluer les revenus du château du Fossat d'Aiguillon pour l'échanger contre des biens ayant des revenus équivalents. Il dévaste le bourg de Lunac à Aiguillon et est retenu prisonnier par le roi d'Angleterre en 1317. Il est le père de :
            - Gautier VI du Fossat, placé en 1286 sous la tutelle de son oncle Raymond-Bernard du Fossat, prieur du Mas-d'Agenais. Le 16 novembre 1286, son tuteur reconnaît qu'il est seigneur de Bruch du fait de son neveu et tenir du roi le château de Bruch[4]. Il a occupé en 1298 Duns et Sarrossa et usurpe au roi la justice haute et basse sur le territoire de la paroisse de Floirac ;

        - Bonafoux du Fossat, mort avant 1287, qui a eu un fils :
          - Bonafoux du Fossat, dont Amanieu Ier a été le tuteur entre 1287 et 1289, mort jeune, et dont a hérité Amanieu III, en lui laissant les biens qu'il possédait à Aiguillon, Sainte-Livrade, Coleignes et Saint-Salvy ;

        - Raymond-Bernard du Fossat, prieur du Mas-d'Agenais.

### Le château de Madaillan et l'Agenais pendant la guerre de Cent Ans
Après la mort d'Alphonse de Poitiers et sa femme en 1271, l'Agenais est passé sous la souveraineté du roi de France, avant de passer sous celle du roi d'Angleterre, en 1279. Philippe le Hardi a relevé de leur serment les villes et barons de l'Agenais. L'Agenais est alors plongé dans la guerre entre seigneurs essayant d'agrandir leurs domaines. La période de trouble qui en a résulté, des bourgeois et des seigneurs ont usurpé des biens du domaine royal et communal du bailliage d'Agen, comme les Durfort, seigneurs de Bajamont, les Marmande pour le château de Castelnoubel, et les du Fossat, seigneurs de Madaillan. Pendant plus d'un siècle et demi les consuls d'Agen, appuyés par les souverains ou seuls, vont lutter contre les seigneurs pour défendre ou recouvrer leur domaine.
Le château a été construit, vers 1285-1289, par Amanieu II du Fossat (vers 1245-1307),
Le château a été construit sur le territoire de la ville d'Agen. Leurs armoiries sont sculptées sur la cheminée du rez-de-chaussée de la Grosse tour. Le château a dû être précédé vers 1250 par un simple poste militaire, mais le 10 juin 1248, le comte de Toulouse Raymond VII a reçu à Agen l'hommage d'Arnaud-Garcie Ier du Fossat (vers 1215-après 1255) pour son château de Madaillan. 
Vers 1301, Amanieu II du Fossat s'est emparé des paroisses de Fraysses, Cardounet, Saint-Denis et Doulougnac, mais il n'a pas pu conserver les deux dernières. Amanieu III du Fossat (vers 1271-1351), frère ou neveu d'Amanieu II, est devenu seigneur de Madaillan en 1307 et co-seigneur du fief du Fossat d'Aiguillon. Il a été nommé par Édouard II maire de Bordeaux en 1311, sénéchal d'Agenais en 1313, sénéchal d'Aquitaine en 1317. Une enquête menée en 1311 à la demande du roi d'Angleterre est défavorable à Amanieu du Fossat quant à ses prétentions sur les paroisses de Fraysses et Cardounet, mais le procès entamé en 1318 par la ville d'Agen pour récupérer ses biens n'a abouti qu'à la charte de 1318.
La charte du roi d'Angleterre Édouard II datée de 1318 montre que Madaillan est alors une des principales baronnies de l'Agenais. Amanieu III du Fossat a augmenté les défenses du château.
À la mort d'Édouard II, un traité de paix est signé le 31 mars 1327 par lequel la Guyenne est rendue au roi d'Angleterre. Onze des barons compromis dans le conflit sont exceptés de l'amnistie générale et leurs châteaux doivent être rasés. Amanieu III va s'activer pour préserver son château. Édouard III ne va pas montrer beaucoup d'empressement pour faire exécuter cette clause du traité. Robert Bertrand, seigneur de Bricquebec, maréchal de France, campe alors devant le  château pour vérifier l'application de cette clause du traité. Amanieu va discuter avec les cours d'Angleterre et de France pour le conserver. Après la mort de Charles IV, son successeur Philippe VI de Valois a accepté en 1331 de ne pas le faire détruire. À la suite de cette victoire diplomatique, Amanieu s'est empressé de s'emparer des paroisses contestées de Cardounet, Fraysses, Saint-Denis et de Doulougnac. Les consuls d'Agen ont alors protesté devant les rois de France et d'Angleterre qui ont convoqué des assises à Langon en 1334. Le tribunal a rétabli la juridiction de la ville d'Agen sur Saint-Denis et Doulougnac mais a réservé sa position sur les deux autres paroisses. Cependant, la nouvelle déclaration de guerre entre le roi de France et celui d’Angleterre, le 21 août 1337, va rendre inapplicable cette décision.
Le 13 novembre 1337, le roi Philippe VI a nommé Simon de Provigny, sire d'Erquery, et Étienne de La Baume, dit le Galois, seigneur de Valenfin, maître des Arbalétriers, pour commander l'armée en Agenais et en Gascogne. Au début de  1338, le seigneur d'Erguery et le Galois de la Baume viennent assiéger le château de Madaillan en Agenais. Le château de Madaillan s'est rendu dans la seconde quinzaine de mars 1338, ils sont à Marmande à cette époque, avant d'attaquer Penne-d'Agenais,. Le château ne devait pas avoir de donjon à cette époque. De nombreux boulets de pierre ont été trouvés. Amanieu du Fossat a été retenu prisonnier pendant quatre années avant de retrouver la liberté dans un acte d'amnistie du roi qui lui a rendu ses châteaux avec les paroisses contestées de Cardounet, Fraysses, Saint-Denis et Doulougnac. Les consuls d'Agen ont de nouveau protesté auprès du roi pour cette atteinte à leur domaine. Philippe VI ordonne une enquête qui ne propose aucune solution. Celle-ci vint de la trahison d'Amanieu du Fossat qui est passé au service du roi d'Angleterre amenant le roi de France à lui supprimer toutes ses concessions en mars 1350.
Le château de Madaillan est restitué à Amanieu III du Fossat par le roi de France en 1342. Il est encore vivant en 1350. Il est le constructeur des différentes parties de l'enceinte, de la maîtresse-tour et d'une partie du corps de logis. Après la mort d'Amanieu III, lui succède Amaury du Fossat. Amanieu IV du Fossat apparaît en 1355, jusqu'en 1373.

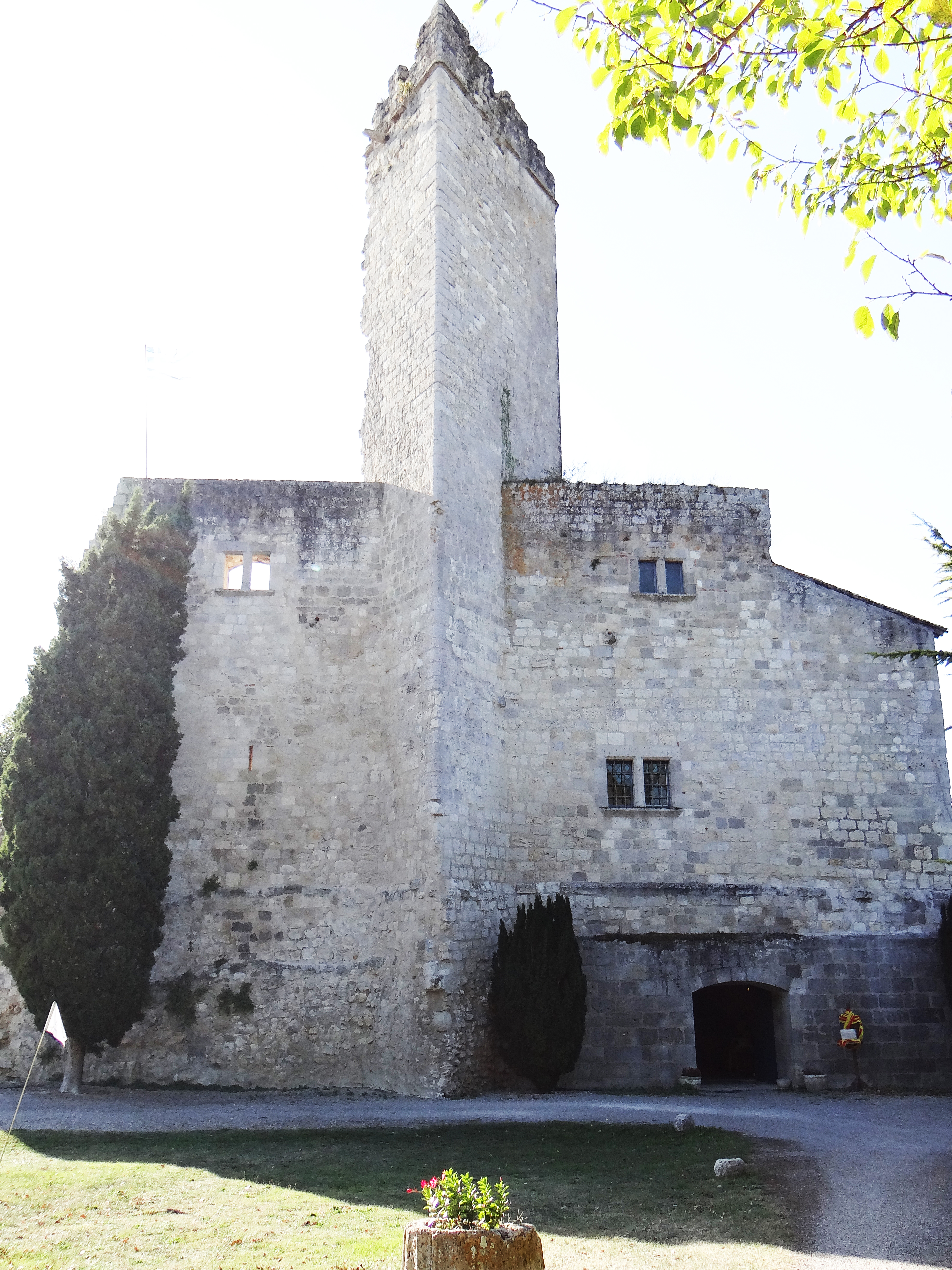
Le mur est du donjon avec la  pointe pleine probablement miné vers 1576
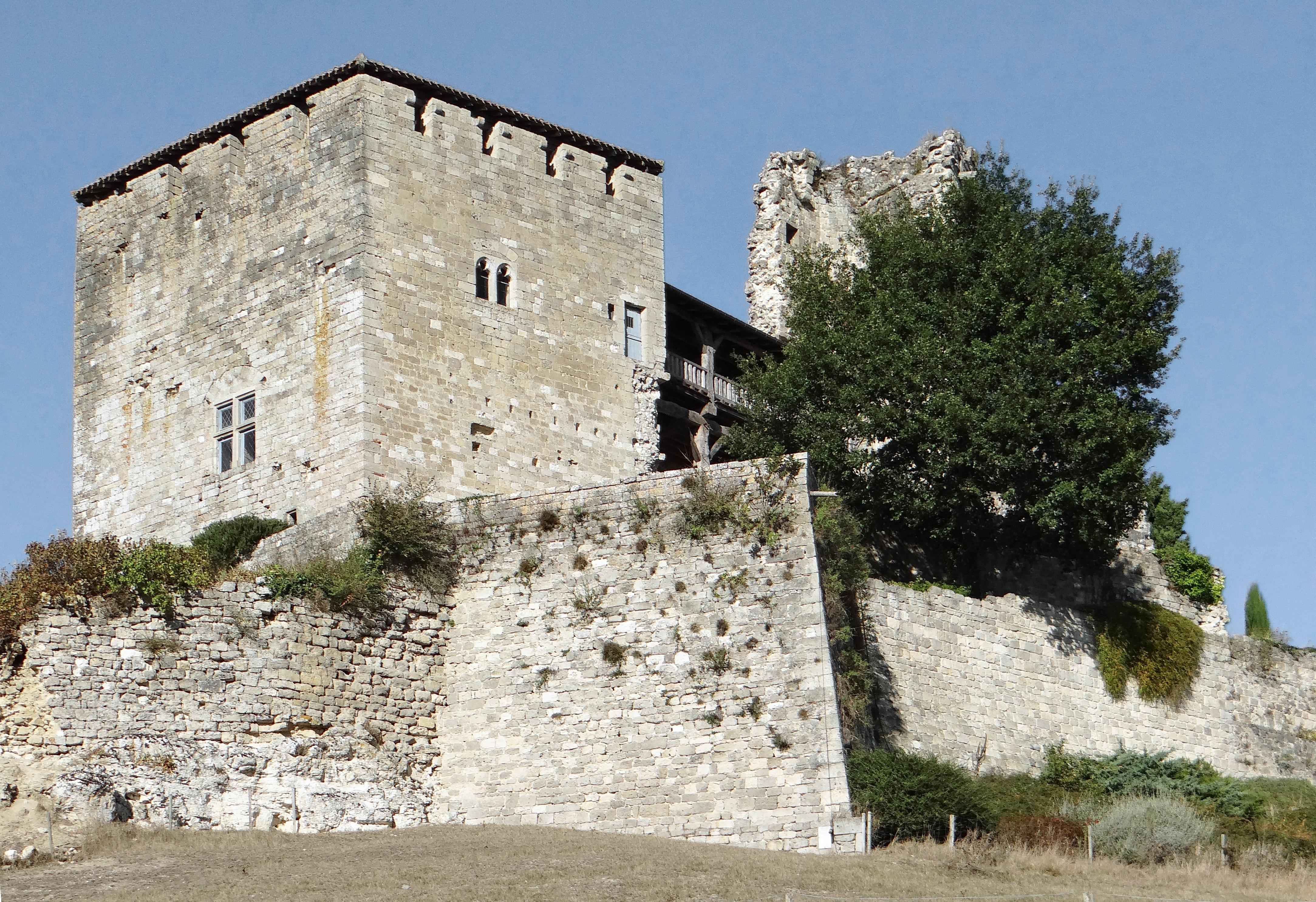
L'enceinte basse côté sud et la grosse tour
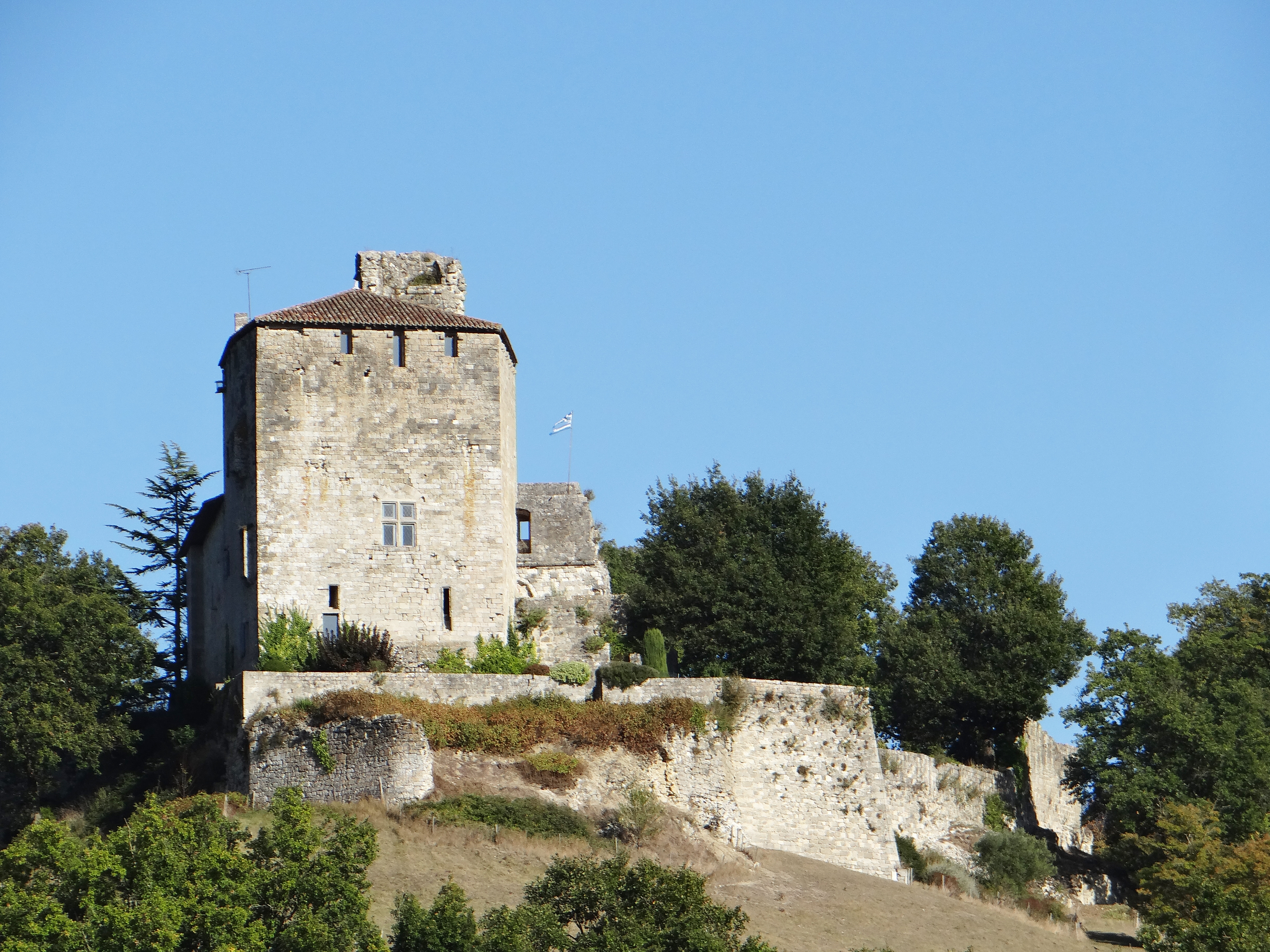
Le château côté ouest et l'enceinte basse en partie détruite en 1575
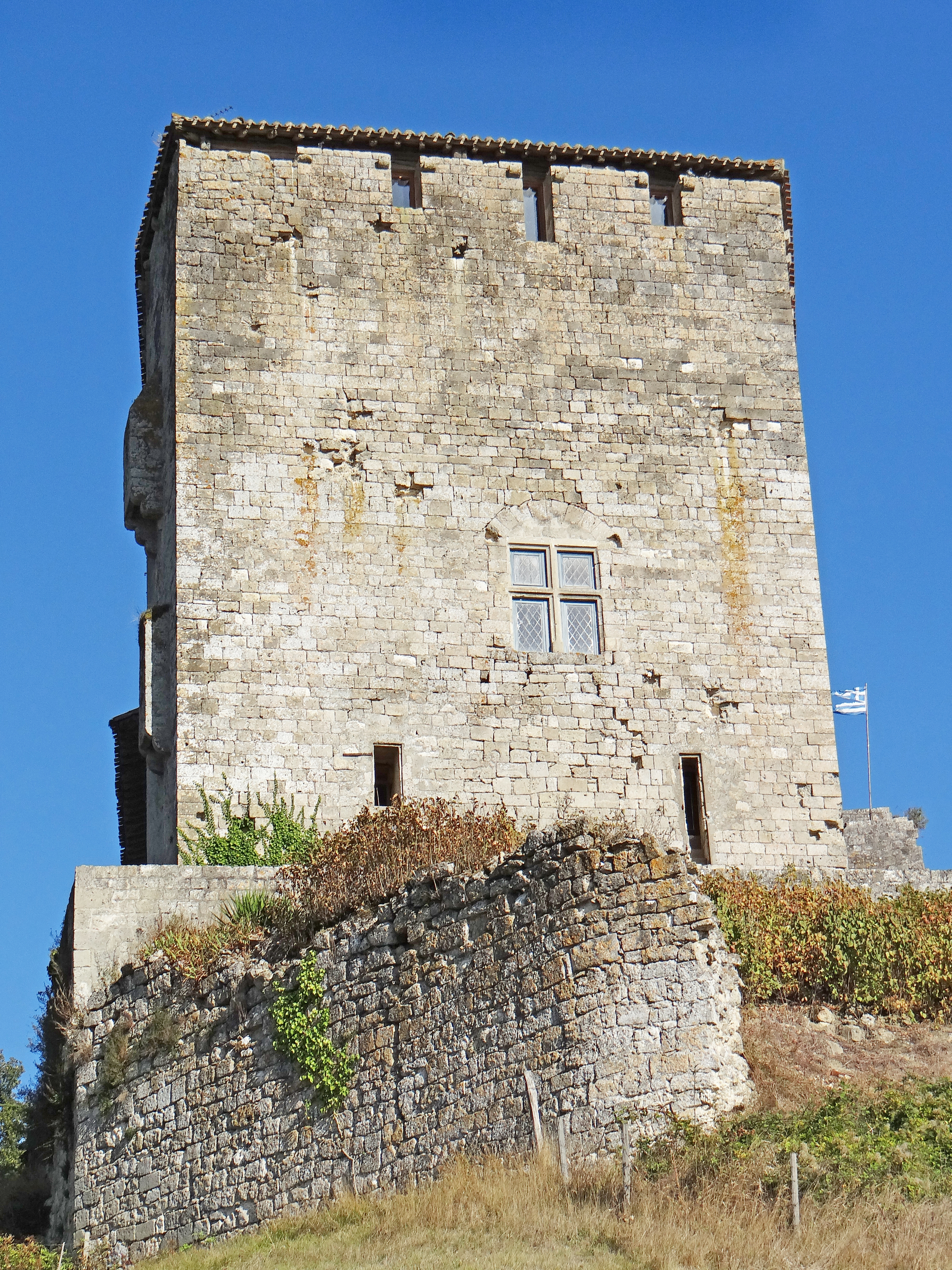
Le château côté ouest avec son enceinte basse dont une partie s'est effondrée pendant le siège de 1575
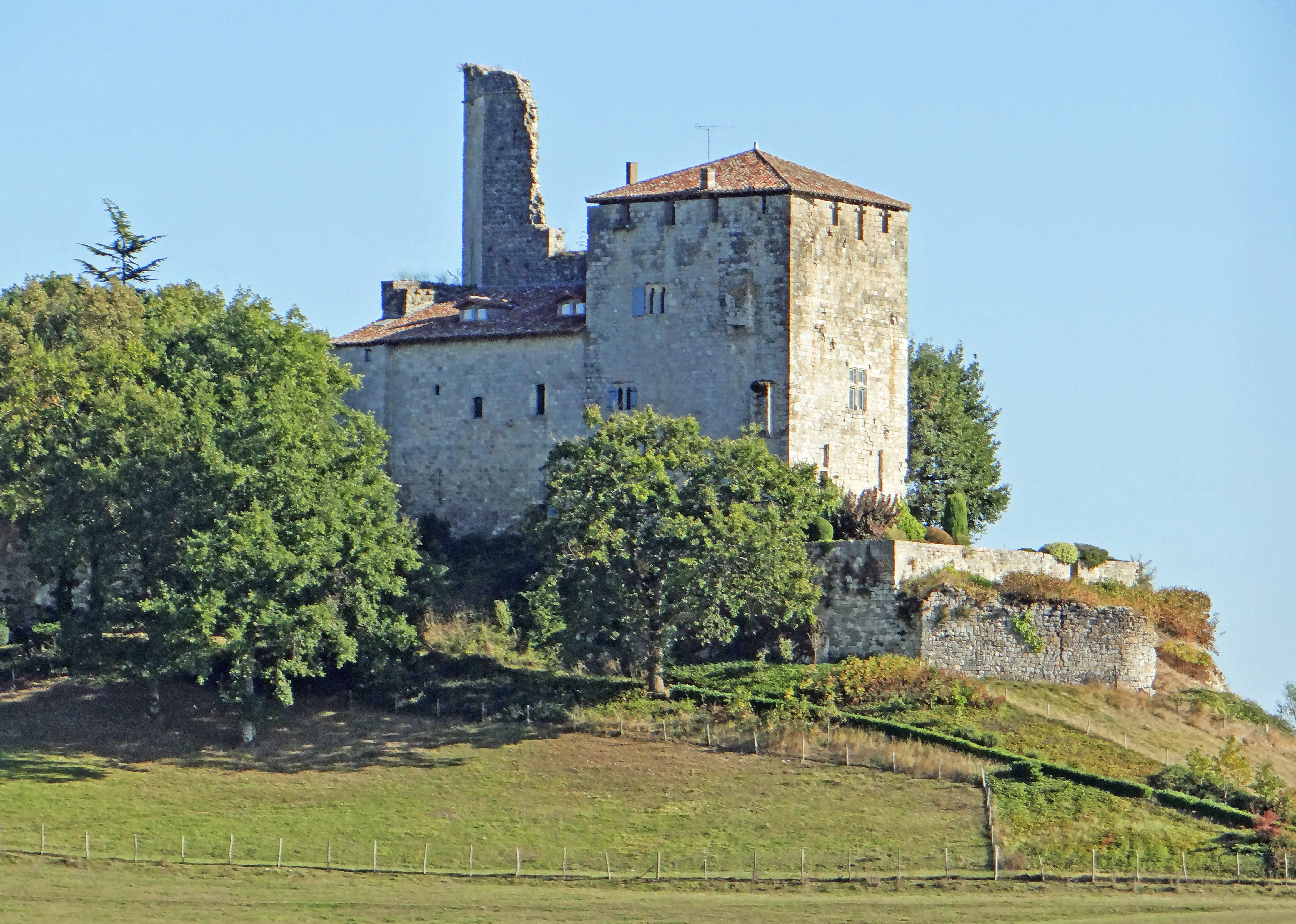
Le château côté nord

Le château est assiégé en juillet 1352 par Craon, lieutenant du roi de France, puis, le château ayant résisté, en juin 1354, par Jean, comte d'Armagnac.
En juillet 1354, les troupes du comte d'Armagnac et celles du roi d'Angleterre se sont affrontées  près de Madaillan d'Agenais. L'enceinte basse du château a été construite au XIVe siècle et améliorée avant le siège de 1575.
Le traité de Brétigny, en 1360, donne de nouveau l'Agenais au roi d'Angleterre.  Les seigneurs, dont Amanieu IV du Fossat, les paroisses d'Agenais, les représentants du consulat et de la ville d'Agen doivent prêter serment mutuel de fidélité et de protection au roi d'Angleterre représenté par le Prince de Galles dans la cathédrale de Bordeaux, le 15 juillet 1363.
En 1364, Amanieu IV du Fossat est nommé sénéchal de Rouergue par le prince Noir. Après une nouvelle plainte des consuls d'Agen sur les usurpations des seigneurs de Madaillan, le Prince Noir demande une enquête sur cette usurpation du domaine royal en 1364 et 1365. L'enquête tournant à son désavantage, Amanieu a multiplié les sursis et le Prince Noir lui a accordé des délais. Finalement, les consuls d'Agen ont proposé une transaction en 1369. Le baron de Madaillan devait conserver Fraysses, Saint-Denis et une partie de Cardounet, mais abandonner ses prétentions sur Pauliac et Saint-Julien. Approuvée par le Prince Noir, cette convention n'a pas été exécutée par les barons de Madaillan.
En 1372, dans le conflit qui oppose le  comte de Foix et  le comte d'Armagnac, Bertrand du Fossat, seigneur de Madaillan, est venu au secours du comte d'Armagnac. Il assiste comme témoin à la paix entre le comte de Foix et le comte d'Armagnac
Des agrandissements datent de la fin du XIVe siècle. Les du Fossat ont possédé le château jusqu'à la fin du XIVe siècle. Il est ensuite passé aux Montpezat.
Bertrand du Fossat et son frère Jacques, fils d'Amanieu IV, sont co-seigneurs de Madaillan, de 1373 à 1384. Leur héritière, Jeanne du Fossat épouse Simon de Béarn. Leur fille, Jeanne de Béarn, s'est mariée avec Amanieu II de Montpezat en 1399, sénéchal d'Agenais. Les Montpezat ont conservé la baronnie de Madaillan jusqu'en 1520 avec trois générations de seigneurs, Raymond-Bernard, Charles de Montpezat (mort en 1484) et Guy de Montpezat (vers 1470-1520).
Si Amanieu IV du Fossat est resté dans le parti du roi d'Angleterre, ses fils ont soutenu la cause française. Antoine, bâtard de Terride le fit prisonnier en novembre 1371. Bertrand du Fossat ayant permis de reprendre la bastide de Laparade, le roi Charles V lui a laissé le gouvernement et les revenus de ce bailliage.

### De la famille de Montpezat au duché d'Aiguillon
Le 5 janvier 1425/1426, le  roi Charles VII a nommé Amanieu II de Montpezat, seigneur de Montpezat et de Madaillan, sénéchal d'Agenais.
La guerre de Cent Ans s'est terminée en 1453 à la bataille de Castillon. Cependant le conflit entre la ville d'Agen et les barons de Madaillan sur leurs limites reprend. Charles de Montpezat est baron de Madaillan quand il est sommé de restituer les paroisses usurpées. Un nouveau procès est engagé en 1462 qui va durer huit ans. Charles de Montpezat va multiplier les actions pour faire destituer les juges dont il pense qu'ils ne lui sont pas  favorables. On finit par réunir les grands jours du parlement de Bordeaux pour traiter cette affaire. Charles de Montpezat agressait les paysans et les nobles des campagnes et s'était emparé du domaine royal de Saint-Sardos. Devant les difficultés de la procédure, les habitants d'Agen ont proposé de nouvelles limites de la juridiction d'Agen. Un accord sur ces limites de la juridiction d'Agen et de la baronnie de Madaillan est passé solennellement le 31 juillet 1470.
Le château est passé  dans la maison de Foix par le mariage d'Alain de Foix-Candale, vicomte de Castillon sur Dordogne, avec Françoise de Montpezat, fille de Guy de Montpezat, arrière-petite-fille d'Amanieu II de Montpezat. Leur fille Jeanne Françoise de Foix s'est mariée en 1540 avec Honorat II de Savoie, lui amenant  les baronnies de Montpezat, Aiguillon, Madaillan, Sainte-Livrade. 
Les guerres de religion vont commencer vers 1560. En 1570, Honorat de Savoie remplace Blaise de Monluc comme gouverneur de la Guyenne. Il va laisser les protestants commandés par le  vicomte de Sérignac s'emparer de son château de Madaillan. Le château va servir de camp retranché aux protestants. En 1573, la Guyenne est divisée  en deux lieutenance, Jean de Losse pour l'Agenais et la rive droite de la Garonne et le baron de la Valette pour la rive gauche. Les protestants ont pu mener des incursions dans la campagne agenaise à partir du château de Madaillan. Pour améliorer la lutte contre les protestants, le roi Henri III signa le brevet de maréchal de France pour Blaise de Monluc, le 26 septembre 1574. le château de Madaillan est assiégé par Blaise de Monluc à partir du 7 janvier 1575 avec une troupe d'environ 3 000 hommes. Le siège a duré 24 jours. Trois pièces d'artillerie ont tiré 275 boulets en ouvrant une brèche dans la défense ouest, mais les assiégés commandés par Carbon de Montpezat ayant construit une « retirade », Monluc ne put faire attaquer le château. Mal équipé, Monluc est obligé de lever le siège le 31 janvier avant l'arrivée du protestant Guy de Montferrand, seigneur de Langoiran qui est venu pour secourir les assiégés. Ne pouvant prendre le château de Madaillan, Blaise de Monluc a fait construire deux forts pour le surveiller.
En 1576, la paix ayant été conclue entre catholiques et protestants, Henri de Navarre étant gouverneur de Guyenne, il prit un édit le 4 août 1576, de Villeneuve d'Agenais, exigeant que les châteaux soient rendus à leurs seigneurs. Le château de Madaillan est rendu à Honorat de Savoie, marquis de Villars.
On n'a plus d'information sur le château de Madaillan après cette période. La tour-maîtresse a probablement été minée au moment de sa restitution au marquis de Villars. 
Leur fille, Henriette de Savoie-Villars, s'est mariée en 1576 avec Charles de Lorraine, duc de Mayenne, lui apportant la seigneurie de Madaillan qui est transmise à leur fils Henri de Mayenne. Le château de Madaillan n'a plus été habité par ses seigneurs successifs.
Le château est resté dans la famille de Lorraine jusqu'à Ferdinand de Mayenne. La seigneurie est achetée par le cardinal de Richelieu en 1637,  avec le duché d'Aiguillon. Il en fait cadeau à sa nièce Marie-Madeleine de Vignerot, veuve du marquis de Combalet. La seigneurie est restée la propriété des ducs d'Aiguillon jusqu'à la Révolution.

### Après la Révolution
Longtemps abandonné, le château a commencé à être restauré au XIXe siècle.
Le château a été acheté en 1990 par Chantal et Jacques Aurin qui l'ont restauré et l'ont rendu visitable.

### Protection du château
Le château a été inscrit au titre des monuments historiques en 1950,.